# Leśna Jania (gmina)
Leśna Jania (od 1973 Smętowo Graniczne) – dawna gmina wiejska istniejąca w latach 1934–1954 w woj. pomorskim/gdańskim (dzisiejsze woj. pomorskie). Siedzibą władz gminy była Leśna Jania.
Gmina zbiorowa Leśna Jania została utworzona 1 sierpnia 1934 roku w powiecie starogardzkim w woj. pomorskim z dotychczasowych jednostkowych gmin wiejskich: Bobrowiec, Kamionka, Kościelna Jania, Lalkowy, Leśna Jania i Rynkówka oraz z obszarów dworskich położonych na tych terenach lecz nie wchodzących w skład gmin. 
Po wojnie (7 kwietnia 1945 roku) gmina wraz z całym powiatem starogardzkim weszła w skład nowo utworzonego woj. gdańskiego. Według stanu z dnia 1 lipca 1952 roku gmina składała się z 10 gromad: Bobrowiec, Bukowiny, Frąca, Kamionka, Kopytkowo, Kościelna Jania, Lalkowy, Leśna Jania, Rynkówka i Smętowo. Gmina została zniesiona 29 września 1954 roku wraz z reformą wprowadzającą gromady w miejsce gmin. Jednostki nie przywrócono 1 stycznia 1973 roku po reaktywowaniu gmin, utworzono natomiast jej terytorialny odpowiednik, gminę Smętowo Graniczne.